# Université de l'Oregon
L'université de l’Oregon (en anglais, University of Oregon) est une université publique de l'État de l'Oregon aux États-Unis. Le campus est situé à Eugene.
Dans le domaine sportif, les Ducks de l'Oregon défendent les couleurs de l’université de l'Oregon.

## Personnalités liées à l'université (ordre alphabétique)
- Duane Ackerson
- Aisha Al-Mana, militante féministe saoudienne
- Kent Beck
- Bol Bol
- Chris Boucher
- Chris Duarte
- Ashton Eaton
- Jessica Green (biologiste)
- Justin Herbert
- Sabrina Ionescu
- Harry Jerome
- Phil Knight
- Donald Malarkey
- Marcus Mariota
- George Oppen
- Steve Prefontaine
- Payton Pritchard
- Satou Sabally
- Donna Testerman
- Palauni Tuiasosopo
- Reetika Vazirani